# أولاد اتخيل (سيدي محمد بن الحسن)
أولاد اتخيل هي إحدى مشيخات المملكة المغربية، تتبع جغرافيا لإقليم تاونات وإداريًا لسيدي محمد بن الحسن. يقدر عدد سكانها بـ 8110 نسمة حسب الإحصاء الرسمي للسكان والسكنى لسنة 2004.